# Élections à l'Assemblée d'Estrémadure de 1999
Les élections à l'Assemblée d'Estrémadure de 1999 (en espagnol : Elecciones a la Asamblea de Extremadura de 1999) se sont tenues le dimanche 13 juin 1999, afin d'élire les soixante-cinq députés de la cinquième législature de l'Assemblée d'Estrémadure.
Le scrutin voit la victoire du Parti socialiste ouvrier espagnol d'Estrémadure (PSOE-Ex), qui remporte la majorité absolue des sièges avec une majorité relative en voix.

## Contexte
Depuis la mort de Francisco Franco et l'avènement de la transition démocratique, l'Estrémadure s'affirme comme une terre dominée par le PSOE, jusqu'à la percée du Parti populaire (PP) à partir de 1994.
Ainsi, au cours des élections autonomiques du 26 mai 1995, le PSOE passe sous la barre des 290 000 voix, recueillant 44,3 % des suffrages exprimés et 31 députés sur 65. Il perd alors la majorité absolue dont il disposait depuis douze ans. À l'inverse, le PP est en forte progression puisqu'il gagne plus de 100 000 nouveaux votes favorables, réalisant un score de 39,8 % qui lui donne 27 parlementaires. La Gauche unie Estrémadure (IUEx) démontre elle aussi une capacité d'augmentation puisqu'elle totalise 10,6 % – surpassant pour la première fois depuis 1977 la barre symbolique des 10 % – et 6 députés. Enfin, la Coalition estrémègne (CEx) permet aux régionalistes de revenir à l'Assemblée avec 1 seul élu et 3,9 % des voix.
Le même jour se tienne les élections municipales, qui confirment ce rapport de forces. Premiers, les socialistes sont à 42,3 % des suffrages, juste devant les conservateurs qui montent à 38,1 %. Les écosocialistes s'accrochent à la troisième place en totalisant 11,1 %, les régionalistes se classant encore quatrièmes avec 4,2 %. Sur les sept villes comptant plus de 25 000 habitants dans la communauté autonome, le PP réalise un grand chelem et les gouverne toutes, disposant de la majorité absolue à Badajoz et Cáceres, profitant de la mésentente entre les forces de gauche à Mérida, Don Benito et Villanueva de la Serena. En revanche, le PSOE continue de diriger les deux députations provinciales, avec des majorités absolues nettement diminuées.
Les élections générales anticipées du 3 mars 1996 vont faire légèrement évoluer le panorama politique de l'Estrémadure. Le PSOE reste le premier parti du territoire avec 48,8 %, ce qui lui permet de pourvoir à 6 des 11 sièges en jeu. Les 5 autres sont remportés par le PP, qui confirme sa force avec 40,6 %. Totalisant 9 % des suffrages, IU se place encore troisième mais ne fait élire aucun parlementaire, tout comme la CEx qui se contente cette fois de 1,1 %. Au Sénat, le PSOE obtient 3 sièges dans chaque province, le PP obtenant systématiquement le quatrième. Son chef de file Juan Ignacio Barrero, réélu dans la province de Badajoz avec le plus faible score des quatre sénateurs, est ensuite élu à la présidence de la chambre haute.
Au cours de la législature, le président de la Junte Juan Carlos Rodríguez Ibarra, gouverne en minorité. S'étant assuré de l'abstention d'IU au cours du deuxième vote d'investiture, il réalise des accords ponctuels avec les diverses forces parlementaires, afin de faire adopter ses différents projets de loi.
Le 25 mai 1998, le bureau de l'Assemblée décide d'ouvrir les procédures pour l'examen de la proposition de loi de modification de la loi organique portant statut d'autonomie de l'Estrémadure déposée par le PSOE-Ex et le PP-E. Elle est approuvée le 23 juin par 57 voix pour, 4 contre et 2 abstentions, et présentée au Congrès des députés une semaine plus tard. Le texte, modifié, est adopté le 11 février 1999 à l'unanimité des 319 députés présents. Présentée au Sénat exactement une semaine plus tard, la proposition est adoptée conforme au texte du Congrès et à l'unanimité par assentiment le 14 avril. La réforme statutaire est promulguée le 6 mai et publiée le lendemain au Bulletin officiel de l'État. Le texte accroît encore les compétences exercées par la communauté autonome, permet la création de nouvelles institutions, comme un ombudsman, une cour des comptes ou un conseil consultatif, augmente la durée des sessions parlementaires, réforme la procédure de désignation du président de la Junte en faisant intervenir le président de l'Assemblée et permet la dissolution du parlement autonomique.

## Mode de scrutin

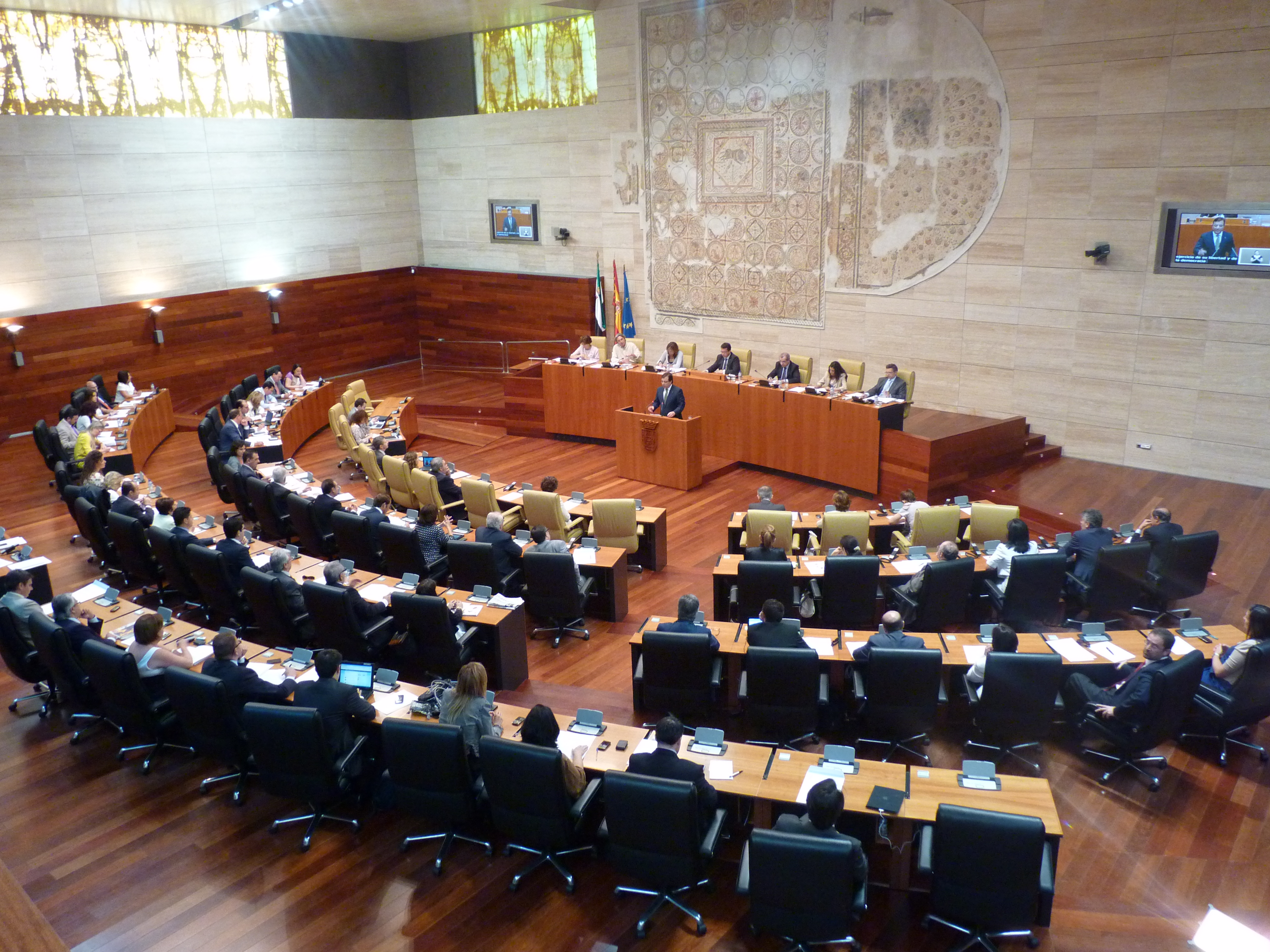
Salle des séances de l'Assemblée.

L'Assemblée d'Estrémadure (en espagnol : Asamblea de Extremadura) se compose de 65 députés, élus pour un mandat de quatre ans au suffrage universel direct, suivant le scrutin proportionnel à la plus forte moyenne d'Hondt.
Chaque province constitue une circonscription, à raison de 36 sièges pour Badajoz et 29 sièges pour Cáceres. Seules les forces politiques – partis, coalitions, indépendants – ayant remporté au moins 5 % des suffrages exprimés au niveau du territoire provincial ou au niveau de la communauté autonome participent à la répartition des sièges.

## Campagne

### Partis et chefs de file
| Force politique | Force politique                                                                                  | Chef de file                 | Idéologie                                         | Résultats de 1995          |
| --------------- | ------------------------------------------------------------------------------------------------ | ---------------------------- | ------------------------------------------------- | -------------------------- |
|                 | Parti socialiste ouvrier espagnol d'Estrémadure Partido Socialista Obrero Español de Extremadura | Juan Carlos Rodríguez Ibarra | Centre gauche Social-démocratie, progressisme     | 44,3 % des voix 31 députés |
|                 | Parti populaire d'Estrémadure Partido Popular de Extremadura                                     | Juan Ignacio Barrero         | Centre droit Conservatisme, démocratie chrétienne | 39,8 % des voix 27 députés |
|                 | Gauche unie Estrémadure Izquierda Unida Extremadura                                              | Manuel Cañada                | Gauche Écosocialisme, communisme, républicanisme  | 10,6 % des voix 6 députés  |
|                 | Coalition estrémègne Coalición Extremeña                                                         | Estanislao Martín            | Centre gauche Régionalisme                        | 3,9 % des voix 1 député    |

## Résultats

### Voix et sièges
| Inscrits                                                  | Inscrits                     | Inscrits                 | 885 753   |             |                      |                      |
| Abstentions                                               | Abstentions                  | Abstentions              | 235 226   | 26,56 %     |                      |                      |
| Votants                                                   | Votants                      | Votants                  | 650 527   | 73,44 %     |                      |                      |
|                                                           |                              |                          |           |             |                      |                      |
| Bulletins enregistrés                                     | Bulletins enregistrés        | Bulletins enregistrés    | 650 527   |             |                      |                      |
| Bulletins blancs ou nuls                                  | Bulletins blancs ou nuls     | Bulletins blancs ou nuls | 11 453    | 1,76 %      |                      |                      |
| Suffrages exprimés                                        | Suffrages exprimés           | Suffrages exprimés       | 639 074   | 98,24 %     | 65 sièges à pourvoir | 65 sièges à pourvoir |
|                                                           |                              |                          |           |             |                      |                      |
| Liste                                                     | Tête de liste                |                          | Suffrages | Pourcentage | Sièges acquis        | Var.                 |
| Parti socialiste ouvrier espagnol d'Estrémadure (PSOE-Ex) | Juan Carlos Rodríguez Ibarra |                          | 313 417   | 49,04 %     | 34 / 65              | 3                    |
| Parti populaire d'Estrémadure (PP-E)                      | Juan Ignacio Barrero         |                          | 258 657   | 40,47 %     | 28 / 65              | 1                    |
| Gauche unie Estrémadure (IUEx)                            | Manuel Cañada                |                          | 39 132    | 6,12 %      | 3 / 65               | 3                    |
| Estrémadure unie (EU)                                     | Pedro Cañada                 |                          | 10 783    | 1,69 %      | 0 / 65               | en stagnation        |
| Coalition estrémègne (CREx-PREx)                          | Estanislao Martín            |                          | 7 437     | 1,16 %      | 0 / 65               | 1                    |
| Autres listes                                             | Néant                        |                          | 9 648     | 1,51 %      | 0 / 65               |                      |

### Analyse
Alors que le nombre d'inscrits sur les listes augmente de 40 000 en quatre ans, le nombre de votants suit le chemin inverse et se replie de 11 900 par rapport à 1995.
Mis en difficulté en 1995, le Parti socialiste ouvrier espagnol d'Estrémadure se rétablit assez nettement en progressant de 24 300 bulletins de vote. Il repasse ainsi nettement au-dessus des 45 % des suffrages exprimés, calant sous le seuil des 50 %. Le mode de scrutin lui permet tout de même de retrouver sa majorité absolue avec 34 parlementaires, étant entendu qu'il est en coalition avec le PDNI, scission de la Gauche unie. Dans la province de Badajoz, il manque de moins de 0,5 points le seuil des 50 % en affichant une hausse de 5,1 points sur quatre ans, contre 3,7 dans la province de Cáceres.
Après sa performance historique de 1995, le Parti populaire d'Estrémadure se stabilise, perdant à peine 1 100 voix. La baisse de la participation lui permet de passer pour la première fois dans un scrutin autonomique au-dessus des 40 % et de gagner un total de 28 députés, ce qui restera son record pendant douze ans. Toutefois, le faible écart le séparant des socialistes s'agrandit et se fige juste en dessous des 55 000 bulletins. C'est sa très légère progression dans Badajoz qui lui permet de récupérer un mandat parlementaire supplémentaire, puisque son score relatif est bloqué dans Cáceres.
Victime d'une scission, Gauche unie Estrémadure subit une hémorragie électorale avec une perte de 30 200 voix, ce qui constitue un recul de plus de 40 % par rapport à 1995. En conséquence, le parti écosocialiste voit son groupe parlementaire divisé par deux et son résultat dans la circonscription de Cáceres tomber sous les 5 % des exprimés. Quant aux régionalistes, ils se présentent cette fois-ci en deux candidatures séparées et perdent l'unique siège de député dont ils disposaient depuis quatre ans.

### Conséquences
Le 9 juillet 1999, le président de l'Assemblée Manuel Veiga López propose à l'investiture des parlementaires le nom de Juan Carlos Rodríguez Ibarra. Le 15 juillet, à l'issue d'une journée de débats, il est investi président de la Junte par 34 voix pour, 30 voix contre et aucune abstention. Il est officiellement nommé deux jours plus tard.